# سوريا في الألعاب البارالمبية
ظهرت سوريا لأول مرة في الألعاب البارالمبية في الألعاب البارالمبية الصيفية لعام 1992 في برشلونة، بمشاركة الرياضيين: أحمد منفي في تنس الطاولة، وعلي إسماعيل في السباحة. شاركت البلاد في كل نسخة لاحقة من الألعاب بارالمبية صيفية، لكنها لم تدخل أبدًا في الألعاب بارالمبية شتوية.
فازت سوريا بميداليتها البارالمبية الأولى والوحيدة حتى الآن عندما حصلت رشا الشيخ على الميدالية البرونزية في رفع الأثقال في دورة الألعاب البارالمبية الصيفية لعام 2008، في منافسات السيدات حتى 67.5 كجم و117.5 كجم.

## رصيد الميداليات

### ميداليات الألعاب البارالمبية الصيفية
| ألعاب                            | الرياضيين       | ذهب | فضة | برونزية | المجموع | رتبة |
| الألعاب البارالمبية الصيفية 1992 | 2               | 0   | 0   | 0       | 0       | -    |
| الألعاب البارالمبية الصيفية 1996 | 2               | 0   | 0   | 0       | 0       | -    |
| الألعاب البارالمبية الصيفية 2000 | 4               | 0   | 0   | 0       | 0       | -    |
| الألعاب البارالمبية الصيفية 2004 | 5               | 0   | 0   | 0       | 0       | -    |
| الألعاب البارالمبية الصيفية 2008 | 5               | 0   | 0   | 1       | 1       | 69   |
| الألعاب البارالمبية الصيفية 2012 | 5               | 0   | 0   | 0       | 0       | -    |
| الألعاب البارالمبية الصيفية 2016 | 2               | 0   | 0   | 0       | 0       | -    |
| الألعاب البارالمبية الصيفية 2020 | 1               | 0   | 0   | 0       | 0       | -    |
| الألعاب البارالمبية الصيفية 2024 | الحدث المستقبلي |     |     |         |         |      |
| الألعاب البارالمبية الصيفية 2028 | الحدث المستقبلي |     |     |         |         |      |
| الألعاب البارالمبية الصيفية 2032 | الحدث المستقبلي |     |     |         |         |      |
| المجموع                          | المجموع         | 0   | 0   | 1       | 1       | 122  |

## قائمة الحائزين على الميداليات
| ميدالية | اسم       | ألعاب                                 | رياضة       | حدث                 |
| ------- | --------- | ------------------------------------- | ----------- | ------------------- |
| برونزية | رشا الشيخ | دورة الألعاب البارالمبية الصيفية 2008 | رفع الاثقال | النساء حتى 67.5 كلغ |